# Borja Blanco
Borja Blanco Gil (Móstoles, 16 novembre 1984) è un giocatore di calcio a 5 spagnolo, campione europeo con la Nazionale spagnola nel 2007, 2010 e 2012.

## Carriera

### Club
Borja Blanco ha fatto il suo debutto  nella División de Honor il 9 ottobre del 2004 con la formazione del Fútbol Sala Móstoles. Nel 2008 firma un contratto con l'Inter Fútbol Sala con cui l'anno successivo vince la Coppa UEFA. Nell'estate del 2011 passa al Caja Segovia Fútbol Sala. A fine luglio dell'anno successivo si trasferisce a giocare in Italia nelle file della Marca Futsal. Infortunatosi gravemente (rottura di tibia e perone) nei primi minuti di Gara-3 della vittoriosa finale scudetto, l'ala spagnola rimane ferma una stagione intera, ritornando a giocare nel 2014 con la formazione andalusiana del Jaén Fútbol Sala con cui vince immediatamente nuovamente la Copa de España. Nella stagione 2014-15 fa ritorno nel campionato italiano accordandosi con il Latina.

### Nazionale
Borja Blanco è stato per tre volte campione europeo con la Nazionale spagnola e medaglia d'argento alla Coppa del Mondo del 2008.

## Palmarès

### Club

#### Competizioni nazionali
- Coppa di Spagna: 2
Inter: 2008-09
Jaén: 2014-15
- Supercoppa di Spagna: 1
Inter: 2008
- Campionato italiano: 1
Marca: 2012-13

#### Competizioni internazionali
- Coppa UEFA: 1
Inter: 2008-09

### Nazionale
- Campionato d'Europa: 3
Portogallo 2007, Ungheria 2010, Croazia 2012
- Coppa Intercontinentale: 1
2011

### Individuale
- 1 migliore ala-pivot della LNFS (2007-08)
- 1 giocatore rivelazione LNFS (2005-06)
- MVP della Coppa de España (2008)